# Niederländisches Palais

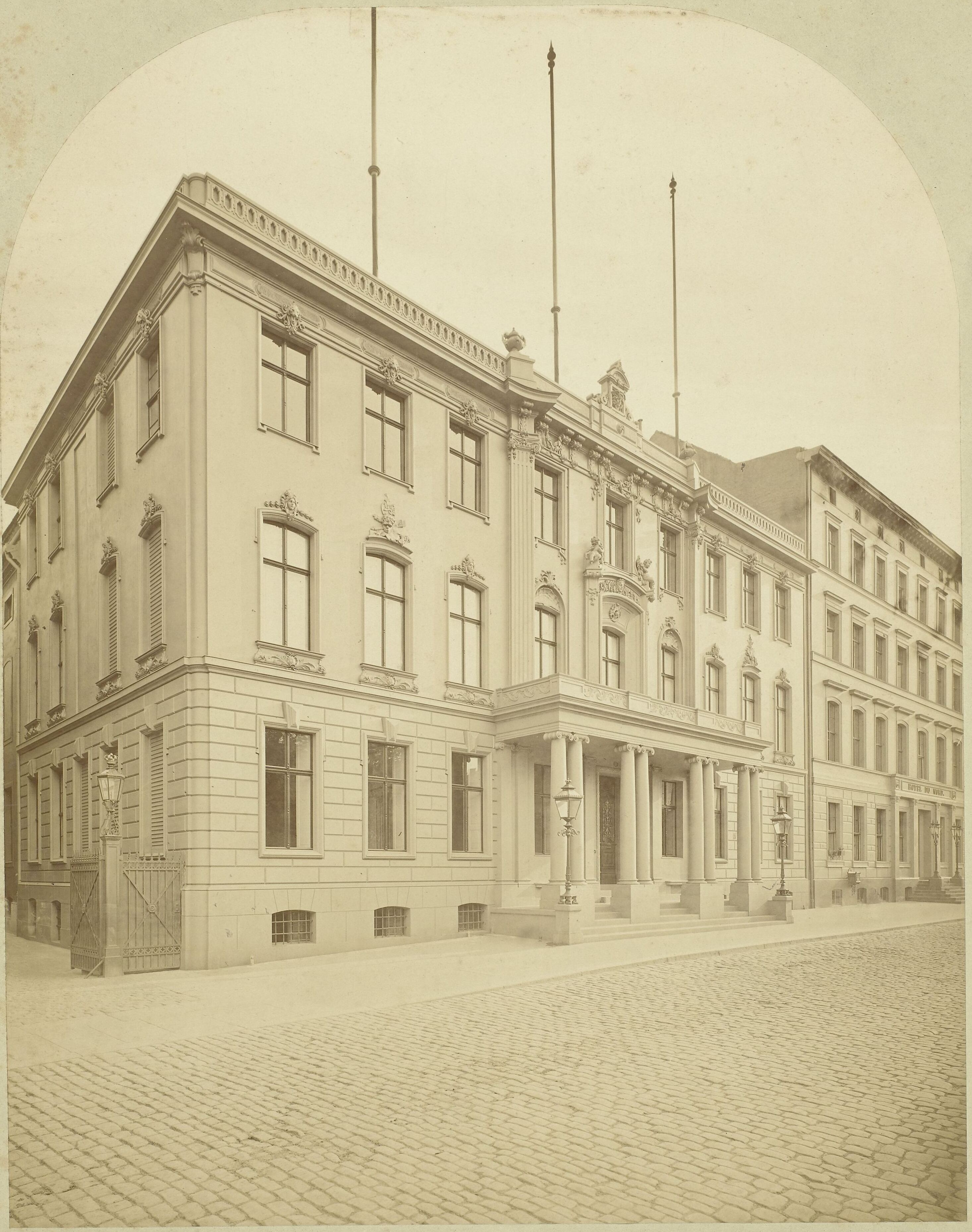
Das Niederländische Palais im späten 19. Jahrhundert, links die Oranische Gasse
Foto von Hermann Rückwardt

Das Niederländische Palais gehörte zur spätfriederizianischen Bebauung des Boulevards Unter den Linden im Berliner Ortsteil Mitte. Es lag an der Ecke der schmalen Oranischen Gasse und hatte die Hausnummer 36. Das Gebäude war von 1803 bis 1882 im Besitz des niederländischen Herrscherhauses Oranien-Nassau, wovon sich der Name ableitete.

## Geschichte

### Ein Stadtpalais entsteht
Die frühe Bau- und Besitzgeschichte sind unklar. Vermutlich befanden sich aber seit Mitte des 17. Jahrhunderts auf dem Grundstück (später die Nrn. 35 und 36) Artilleriehäuser. 1713 machte Friedrich Wilhelm I. das Grundstück dem General Christian von Linger zum Geschenk. Dieser verkaufte es 1750 an den Kriegsrat Burckhard Ludwig Schmidt. Die vorhandenen Gebäude wurden abgerissen und das Grundstück geteilt. Das anschließend vermutlich zwischen 1753 und 1758 fertiggestellte dreigeschossige Gebäude mit neun Fensterachsen ist wie auch sein Nachbarhaus Nr. 35, das Palais Hesse, von Friedrich Wilhelm Diterichs entworfen und von Andreas Krüger errichtet worden. Wechselnde Besitzer waren 1755 der Königliche Amtmann Johann Wilhelm Steinert, 1758 der Kaufmann und Bankier Martin Schultze und 1771 der Königliche Hofrat Ernst Friedrich Bodenhaupt. Nachdem der Minister Friedrich Christoph von Görne das Haus 1775 erworben hatte, ließ er es durch Michael Philipp Boumann mit einem Vestibül samt neuem Treppenhaus, modernisiertem Fassadenschmuck und einem Portikus versehen. Damit war im Jahr 1777 eines der vornehmsten Stadthäuser Berlins im Übergangsstil von Rokoko zum Zopfstil entstanden.

### VomPalais Lichtenau…
Görne hatte sich als Direktor der Seehandlung Unlauterkeiten erlaubt und so musste sein Vermögen 1782 zugunsten der Geschädigten konfisziert werden, worauf das Haus bei einer Zwangsversteigerung durch den Kriegsrat Johann Hieronymus Edler von Graeve (1734–1798; nobilitiert 1786) erworben wurde. 1786 erwarb König Friedrich Wilhelm II. das Haus für Alexander Graf von der Mark, den gemeinsamen Sohn mit seiner Geliebten Wilhelmine Rietz. Diese erbte nach dem frühen Tod Alexanders im Jahr 1787 dessen Besitz. Der König veranlasste 1787–1794 Umbauten durch Boumann und Carl Gotthard Langhans, der einen über zwei Stockwerke reichenden ovalen Saal einbaute. Ein zweiter Binnenhof, an dem ein Privattheater entstand, erweiterte das Gebäude mit Einbeziehung des rückwärtig benachbarten Grundstücks an der Behrenstraße. Das Palais war nun als Berliner Residenz der Madame Rietz einer der Schauplätze des skandalträchtigen Treibens um Friedrich Wilhelm. Sein Tod hatte den Sturz der Rietz, die er 1797 zur Gräfin Lichtenau erhoben hatte, und die Einziehung ihres Vermögens durch den preußischen Staat zur Folge. Das Palais Lichtenau übereignete König Friedrich Wilhelm III. 1798 der Armendirektion als Geschenk. Sie vermietete es zeitweise an die britische Gesandtschaft.

### …zumNiederländischen Palais

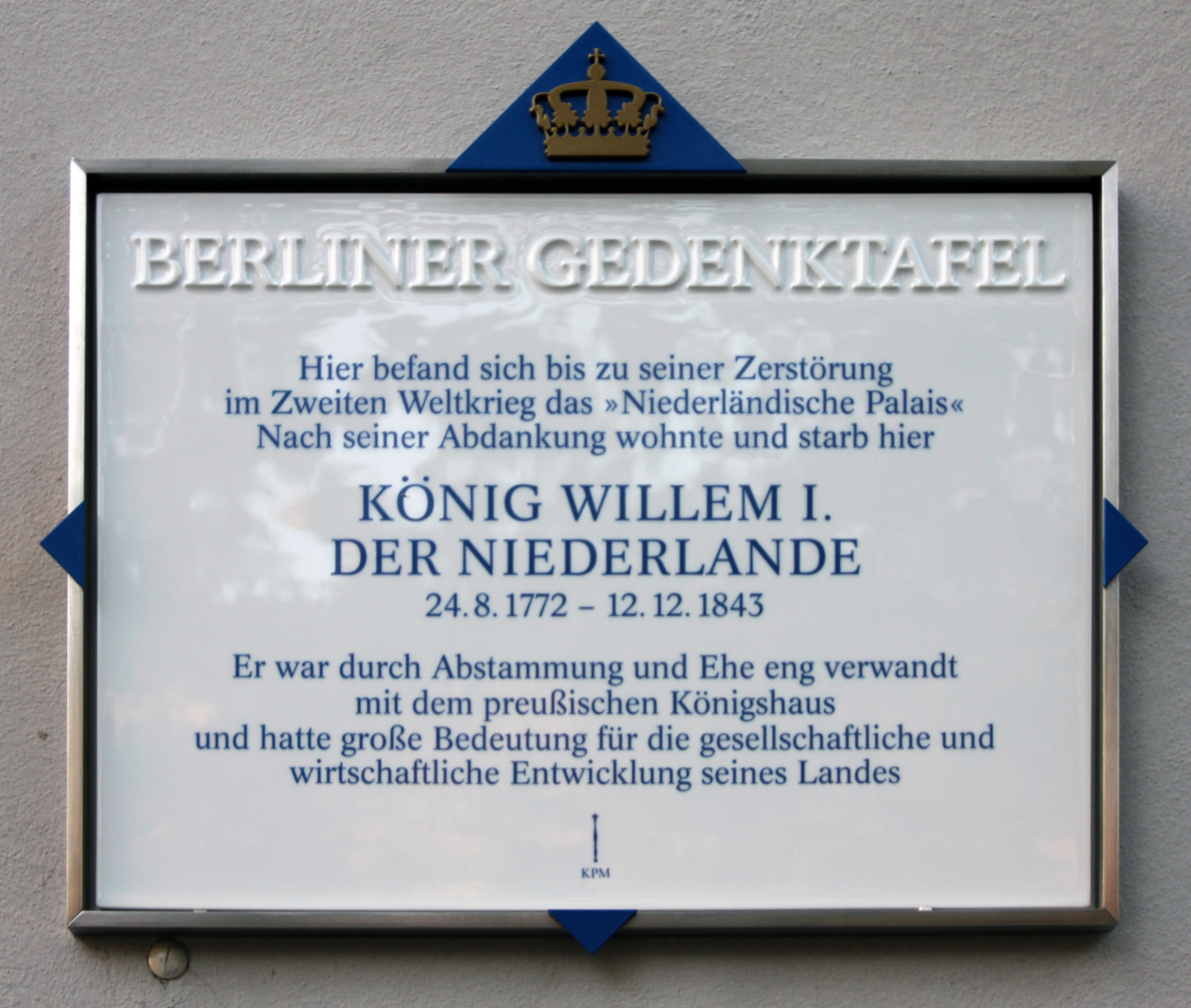
Berliner Gedenktafel am Haus Unter den Linden 11 in Berlin-Mitte

Der niederländische Erbprinz Wilhelm I., der mit seiner Frau Friederike Luise, einer Schwester des Königs Friedrich Wilhelm III., seit 1796 in Berlin im Exil in einer Wohnung im Stadtschloss gelebt hatte, war 1802 „Fürst von Fulda“ geworden. Beim Erwerb einer standesgemäßen Bleibe in der preußischen Hauptstadt unterstützte ihn der König, sein Schwager, im Jahr 1803 durch einen Befehl an die Armendirektion, das Palais auf Raten an Wilhelm zu verkaufen. Mit einigen durch die Teilnahmen an den Kriegsereignissen von 1806/1807 und 1809 verursachten Unterbrechungen lebte der Erbprinz mit seiner Familie bis zur Jahreswende 1813/1814 im nun Niederländischen Palais. Wilhelm wurde 1815 zum ersten König der Niederlande gekrönt. Wegen der engen familiären Verbindungen zum Hohenzollernhaus hielt sich Wilhelm in den nächsten Jahren oft im Palais Unter den Linden auf. Nach seiner Abdankung im Jahr 1840 wählte Wilhelm zum zweiten Mal Berlin zum Ort des Exils. Das Niederländische Palais diente ihm nun bis zu seinem Lebensende 1843 als Wohnsitz. Sein zweiter Sohn Prinz Friedrich erbte das Haus und bewohnte es bei seinen Besuchen in Berlin mit seiner Frau Luise von Preußen. Nach seinem Tode im Jahr 1881 wurde seine Enkelin, die dänische Kronprinzessin Louise von Schweden-Norwegen, Eigentümerin des Palais.
Im Jahr 1883 verkaufte Louise das Gebäude an den preußischen Fiskus. Die Königliche Bibliothek benutzte das Palais zunächst für ihre Karten- und Musikalienabteilung, aber noch im gleichen Jahr gelangte sein vorderer Teil durch einen Grundstückstausch an Kaiser Wilhelm I., während der Grundstücksteil an der Behrenstraße bei der Bibliothek verblieb. Wilhelm verband das Palais mit dem benachbarten Kaiser-Wilhelm-Palais, durch eine verglaste Überbrückung der Oranischen Gasse. Das „Niederländische Palais“ war nun als Gästehaus und Wohnhaus für die Familien der kaiserlichen Dienerschaft ein Nebengebäude seiner Residenz. Wilhelms Tochter, Großherzogin Luise von Baden, und ihr Gemahl Friedrich I. bewohnten das Palais regelmäßig anlässlich ihrer häufigen Besuche in Berlin.
Beide Gebäude gehörten auch nach dem teilweisen Übergang des Hohenzollernvermögens an den Staat 1926 zum Besitz der Familie. Im Haus, dessen erste Etage Hermine, die zweite Ehefrau Wilhelms II., als Berliner Quartier nutzte, amtierte die Generalverwaltung des vormals regierenden preußischen Königshauses unter den Generalbevollmächtigten Wilhelm von Dommes und Kurt von Plettenberg. Im Zweiten Weltkrieg erlitt der vordere Teil des Niederländischen Palais durch einen Bombenangriff starke Beschädigungen. Der Dachstuhl und Teile der Decken der obersten Geschosse, auch der Saal, stürzten ein. Das Erdgeschoss, das Treppenhaus, einige Räume des ersten Stockwerks und die rückwärtige Bebauung blieben weiterhin benutzbar. Gut erhalten waren der Portikus und die Außenmauern mitsamt der Bauplastik. Laut der offiziellen Karte der Gebäudeschäden 1945 galt es als „beschädigt und wiederaufbaufähig.“

### Das Ende des Palais nach 1950

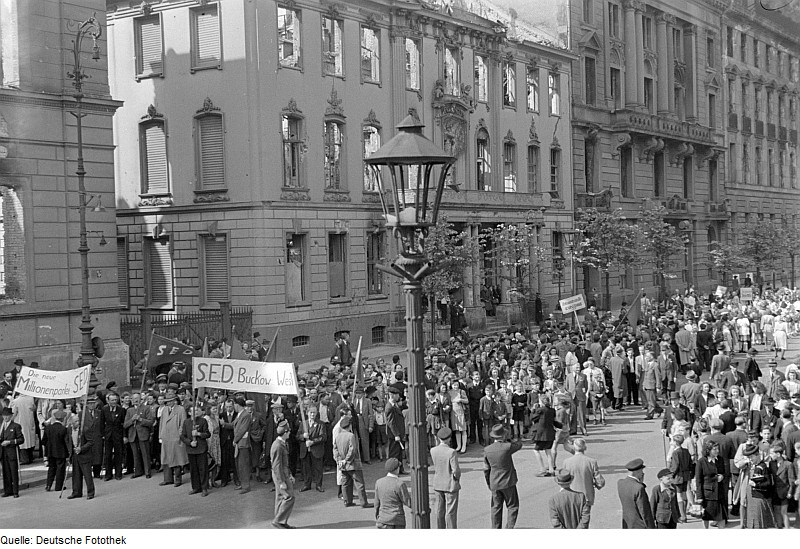
Das Niederländische Palais am 1. Mai 1946. Die aufbaufähige, aber vernachlässigte Ruine des Palais wurde vier Jahre später bis auf das Erdgeschoss abgerissen.

Das Niederländische Palais wurde 1945 von der sowjetischen Besatzungsmacht entschädigungslos enteignet, was die Tätigkeit des im Haus erneut amtierenden Dommes’ jedoch genauso wenig beeinträchtigte wie der Kriegsschaden. Erst 1948 sah er sich gezwungen, seinen Sitz nach West-Berlin zu verlegen. In die Teilruine des Palais zogen nun Ost-Berliner Dienststellen und die Progress Filmillustrierte ein. Um 1950 wurde das Gebäude aufgegeben und bis auf Teile des Erdgeschosses und den Portikus abgetragen. Trotzdem war die Wiederherstellung des immer noch unter Denkmalschutz stehenden Niederländischen Palais beabsichtigt.

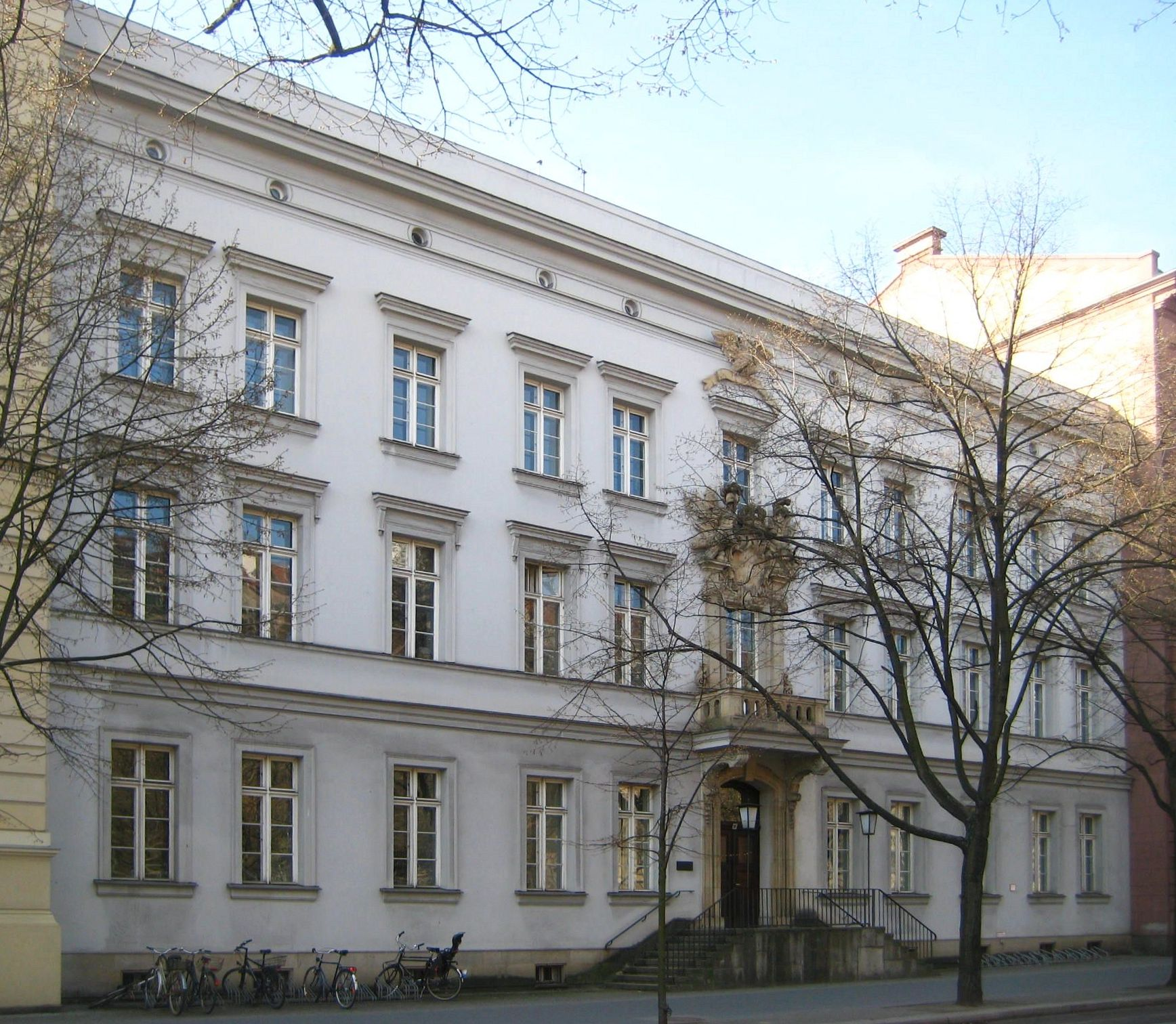
Der Neubau Unter den Linden 11, ein Nachbau des 1967 gesprengten Gouverneurshauses aus der Rathausstraße 19, mit dessen originalen Fassadenelementen

Im Jahr 1963 wurden die Reste des Palais abgerissen, um Platz für einen Stahlbeton-Skelettbau von Fritz Meinhardt zu schaffen, der eine Nachbildung des 1967 gesprengten Gouverneurshauses aus der Rathausstraße 19 Ecke Jüdenstraße darstellt, das ebenfalls von Diterichs stammte. Dabei wurden die 1963 geborgenen, barocken plastischen Schmuckelemente des Mittelrisalits des Gouverneurshauses mit Ausnahme des vergoldeten königlichen Monogramms „FWR“ wiederverwendet. Der fertiggestellte Neubau ist breiter als zuvor das Niederländische Palais mit seinen neun Achsen, und zwar elfachsig wie einst das Gouverneurshaus. Meinhardt verband ihn mit dem ebenfalls von ihm wiederaufgebauten, inzwischen „Altes Palais“ genannten Kaiser-Wilhelm-Palais im Innern, indem er die Oranische Gasse überbaute. Nutzer der beiden Gebäude sowie der angrenzenden Alten Bibliothek ist die Humboldt-Universität, deren Hauptgebäude sich im gegenüberliegenden Palais des Prinzen Heinrich befindet.
Aus Anlass der 200-Jahr-Feier der niederländischen Monarchie erinnert seit dem 1. Oktober 2014 eine Gedenktafel am Haus Unter den Linden Nr. 11 an das Palais König Willems I.